# 奉錦山海關道
奉錦山海關道，清朝後期设置的道，属于奉天省。
同治五年（1866年），设分巡奉錦山海等处地方兵备道，又称山海關兵备道、奉天錦州山海關道驻营口。下辖金州厅、岫岩厅、复州、海城县、盖平县。管辖山海关监督所辖的直隶、奉天等处三十余处通商口岸。奉天府其余各府州县中外交涉和税务事件，也由奉錦山海關道管理。宣统元年（1909年），改为錦新營口道。